# 몽모랑시강
몽모랑시강(Montmorency River)은 캐나다 퀘벡의 네이션널 캐피털 지역에 있는 강이다. 이 강은 퀘벡 시에서 약 9km 떨어진 세인트로렌스강으로 흘러들어간다. 어귀 근처의 인상적인 몽모랑시 폭포는 특히 유명하다.
평균 유량은 35.6㎥/이다. 전형적인 여름 평균 유량은 약 25㎥/s인 반면, 봄철 유출이 되는 동안 강은 130㎥/s에서 650㎥/s까지 팽창할 수 있다. 770㎥/s 이상은 예외적인 홍수 조건으로 간주되며, 몽모랑시는 1966년 11월에 1,100㎥/s의 기록적인 흐름을 경험했다.

## 지리
몽모랑시 강은 남쪽의 방향으로 몽모랑시 호수에서 로렌티데스 야생동물 보호구역의 미개발 된 캐나다 순상지를 통과한다. 샤토-리쉐르 지자체의 북부에 도달해서, 일부 지역에서는 600m 이상 높이로 솟은 높은 바위 절벽 사이를 흐른다. 그 후, 이 강은 지자체 통과 뷰포트의 생트-브리이트-드-라발과 브와샤텔 지자체를 관통해서 흐르다가, 그곳에서 강의 경로가 몽모랑시 폭포 위로 83m를 급락하는 수많은 급류가 된다.
강 유역 분지는 인구 밀도가 낮고, 그 중 92%는 숲이 우거져 있으며, 424개의 호수가 있다. 7.53k㎡의 면적을 가진 가장 큰 호수는 몽모랑시의 가장 큰 지류인 네즈 강(Neiges River)의 원류가 되는 스노우 호수(Snow Lake)이다. 도시와 농경지는 각각 분지의 2%와 1%만을 차지하고 대부분은 세인트 로렌스 저지대의 먼 남쪽에 있는 작은 구역으로 국한되어 있다.
몽모랑시 분지에 해당되는 지방 자치체와 조직되지 않은 영토는 다음과 같다:
| 지자체                     | 분지 내 면적 (km2) | 분지 비율 (%) | 분지 내 인구 | 분지 비율 (%) |
| -------------------------- | ------------------ | ------------- | ------------ | ------------- |
| Boischatel                 | 16.96              | 1.47          | 3508         | 12.47         |
| Chateau-Richer             | 108.33             | 9.42          | 1541         | 5.06          |
| L'Ange-Gardien             | 28.31              | 2.46          | 1574         | 5.17          |
| Lac-Beauport               | 6.43               | 0.56          | 583          | 1.91          |
| Lac-Jacques-Cartier        | 822.09             | 71.50         | 0            | 0             |
| Lac-Pikauba                | 2.46               | 0.21          | 0            | 0             |
| 퀘벡 시                    | 22.16              | 1.93          | 19,213       | 63.07         |
| s:Sainte-Brigitte-de-Laval | 110.59             | 9.62          | 3492         | 11.46         |
| s:Stoneham-et-Tewkesbury   | 32.44              | 2.82          | 262          | 0.85          |
| 전체                       | 1149.77            | 100           | 30,173       | 100           |

### 지류
몽모랑시 강의 지류에는 다음과 같은 것들이 있다. (하류 기본 정렬 순서):
| 이름                 | 길이 (km) | 분지면적 (km2) | 좌우 지류 |
| -------------------- | --------- | -------------- | --------- |
| 느와르 (Noire)       | 24.5      | 68.3           | 좌        |
| 데 네즈 (des Neiges) | 36.6      | 372.8          | 좌        |
| de la Décharge/Smith | 15.5      | 63.9           | 좌        |
| de l'Île             | 11.0      | 81.8           | 우        |
| aux Pins             | --        | --             | 우        |
| Ferrée               | 16.8      | --             | 좌        |

## 역사

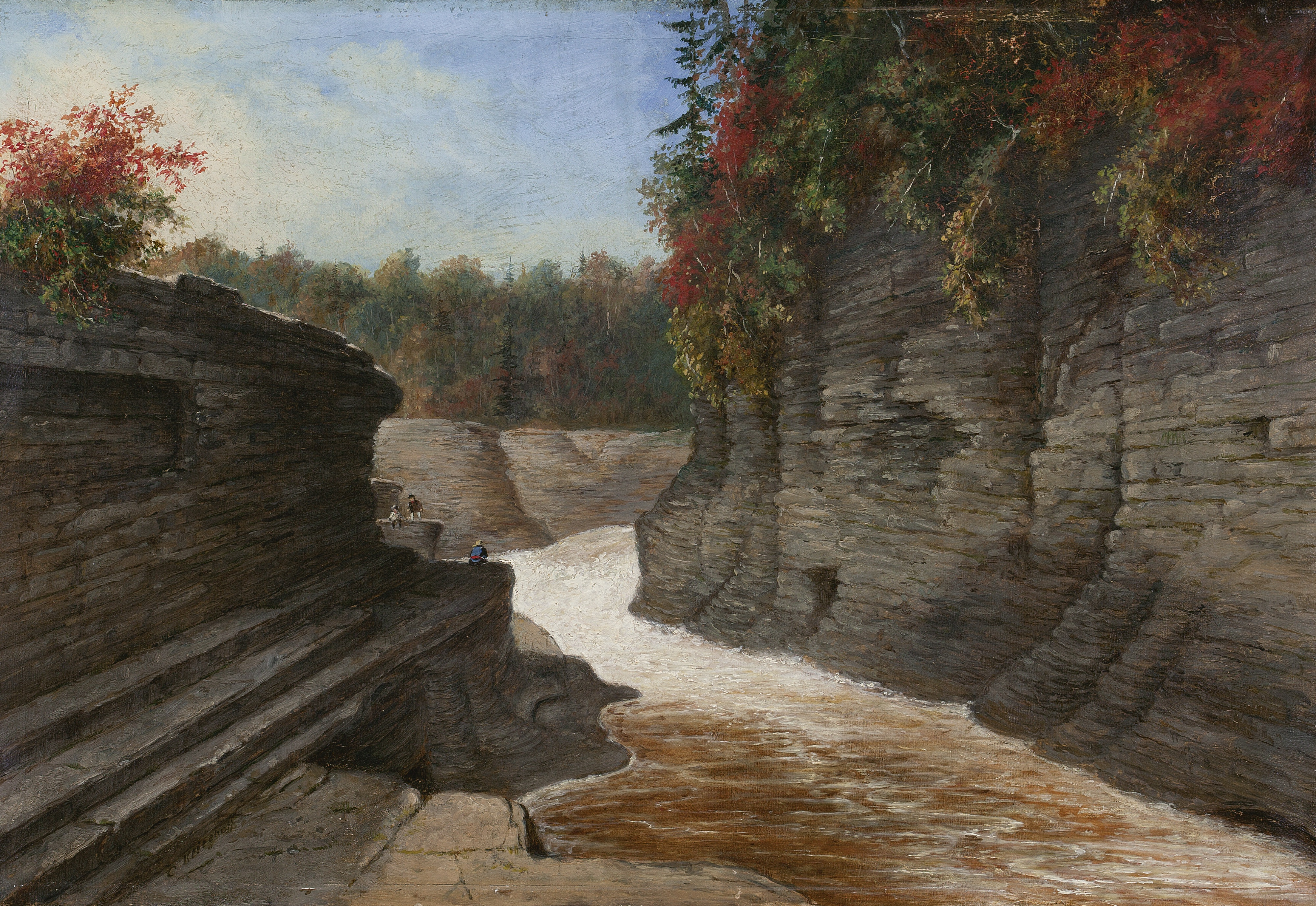
몽모랑시 강의 그림, 1858년경

1608년, 사뮈엘 드 샹플랭은 강 어귀에서 폭포를 방문하였다. 그는 폭포의 이름을 그에게 탐사를 하게 해 준 샤를 드 몽모랑시(1537-1612)를 기념하여 몽모랑시 대폭포(le grand saut de Montmorency)로 지었다. 이 폭포의 이름은 그곳을 흐르는 강에도 적용되어, 1641년 지도에 장 부르동(Jean Bourdon)이 몽모랑시 폭포(Saut de Montmorency)라고 표기를 하였다.

## 같이 보기
- 세인트로렌스강
- 몽모랑시 폭포